# Two White Roses
Two White Roses è un cortometraggio muto del 1911 scritto e diretto da Bannister Merwin.

## Produzione
Il film fu prodotto dalla Edison Company.

## Distribuzione
Distribuito dalla General Film Company, il film - un cortometraggio in una bobina - uscì nelle sale cinematografiche statunitensi il 26 agosto 1911.